# Кислов, Пётр Борисович
Пётр Бори́сович Кисло́в (род. 2 июня 1982, Глазов, Удмуртская АССР) — российский актёр театра и кино, преподаватель. Лауреат высшей театральной премии города Москвы «Хрустальная Турандот» 2005 года в номинации «Лучший дебютант».

## Биография
Пётр Кислов родился 2 июня 1982 года в городе Глазове на севере Удмуртской АССР.
С раннего детства занимался хоккеем с шайбой.
В 2003 году окончил актёрское отделение Нижегородского театрального училища (класс Василия Фёдоровича Богомазова).
В 2006 году окончил актёрский факультет Школы-студии МХАТ в Москве (руководители курса — Сергей Иванович Земцов и  Игорь Яковлевич Золотовицкий).
В 2004 году, ещё будучи студентом, Пётр Кислов дебютировал на сцене МХТ имени А. П. Чехова в роли Вали в спектакле «Изображая жертву» по одноимённой комедийной пьесе братьев Пресняковых в постановке Кирилла Серебренникова. За исполнение этой роли в 2005 году актёр был удостоен высшей театральной премии города Москвы «Хрустальная Турандот» в номинации «Лучший дебютант». Об игре Кислова в этом спектакле рецензент Марина Квасницкая написала следующее:

«… Пётр Кислов играет эту сцену так истово, что ему даже не нужны слова. Его молчаливые монологи — самые выразительные. Пожалуй, это важное качество театрального языка, за обновление которого все так ратуют. Коллизии пьесы намеренно напоминают трагедию «Гамлет». Поначалу это смешно: психопатический юноша с кошмарами и галлюцинациями не дотягивает до высокой драмы, до философского выбора: „Быть или не быть?“ Но постепенно, вглядываясь в это нервное лицо и проникаясь симпатией к этому славному, хотя и недалёкому, парню, зритель понимает трагедию этого маленького человека, этого Башмачкина следственного дела. Зритель успевает его полюбить именно за стремление к истине, достигаемое даже таким варварским путем. Пожалуй, это стремление и делает его героем „новой драмы“, Гамлетом, хоть и мелким.»— Марина Квасницкая, общенациональная газета «Рocciя», 30 сентября 2004 года.
Сразу после получения высшего актёрского образования в 2006 году Кислов был принят в труппу Московского Художественного театра имени А. П. Чехова, где прослужил два года и, помимо своего дебютного спектакля, участвовал в постановках «Амадей» (Вентичелли), «Пышка» (Корнюде), «С любимыми не расставайтесь» (Алфёров), «Солнце сияло» (Стас), «Ундина» (рыцарь Ганс).
Также играл в спектаклях Московского театра-студии под руководством Олега Табакова «Потомок» (Дима) и «Псих» (Игорь).
С 2009 года играет в спектакле «Территория любви» (Пол) театрального агентства «Арт-Партнёр XXI».
На киноэкранах Кислов впервые появился в 2005 году в роли студента спортфака Игоря в телевизионном фильме-спектакле «Псих» режиссёра-постановщика Андрея Житинкина. В 2006 году снялся в роли Виктора в многосерийном художественном фильме «Счастье по рецепту» режиссёра Дмитрия Брусникина. В следующем году в историко-приключенческом художественном фильме «1612. Хроники смутного времени» режиссёра Владимира Хотиненко сыграл главную роль, холопа Андрея, за которую в 2008 году был удостоен приза «Золотая Анне» в номинации «Лучшее исполнение главной мужской роли» на I Международном фестивале патриотического кино «На Волжском рубеже» в городе Чебоксары. Также сыграл одну из главных ролей, хакера Тропы, в телесериале «Сеть» (2008). В 2009 году снялся в одной из главных ролей, оборотня Макса, в триллере «Я вас жду...» («Волки»), а в 2012 году получил центральную роль в сериале «Твой мир».
С 2016 года работает преподавателем дисциплины «Актёрское мастерство» на кафедре музыкального театра Нижегородской государственной консерватории имени М. И. Глинки.

### Личная жизнь
Первая жена — Анастасия Макеева; ещё во время учёбы в Школе-студии МХАТ Кислов встречался со своей однокурсницей Екатериной Вилковой. 25 августа 2007 года женился на певице Полине Гагариной. 14 октября того же года у них родился сын — Андрей. 31 марта 2010 года Гагарина и Кислов развелись.

## Творчество

### Роли в театре

#### Московский Художественный театр имени А. П. Чехова
- 2004—2008 — «Изображая жертву» по одноимённой комедийной пьесе братьев Пресняковых (режиссёр — Кирилл Серебренников; премьера — 18 сентября 2004 года) — Валя[4]
- 2006—2008 — «Амадей» — Вентичелли («ветерки», вестники слухов, сплетен)
- 2006—2008 — «Пышка» — Корнюде, молодой человек
- 2006—2008 — «С любимыми не расставайтесь» — Алфёров / Беляев
- 2006—2008 — «Солнце сияло» — Стас
- 2006—2008 — «Ундина» — рыцарь Ганс

#### Московский театр-студия под руководством Олега Табакова
- 2005 — «Потомок» по пьесе Владимира Жеребцова (режиссёр-постановщик — Искандер Сакаев; премьера — 10 января 2005 года) — Дима, молодой человек, наш современник[6]
- 2005 — «Псих» по пьесе Александра Минчина (режиссёр-постановщик — Андрей Житинкин; премьера — 1 ноября 1995 года) — Игорь, студент спортфака, ревнив[7]

#### Международное театральное агентство «Арт-Партнёр XXI»(Москва)
- 2009 — «Территория любви», антрепризный спектакль по пьесе Майкла Кристофера «Дама ждёт, кларнет играет» в переводе и редакции Михаила Мишина (режиссёр — Владимир Панков) — Пол[12]

### Фильмография
| Год  |    | Название                                   | Роль |
| ---- | -- | ------------------------------------------ | --- |
| 2005 | тф | Псих                                       | Игорь, ревнивый студент спортфака |
| 2006 | с  | Счастье по рецепту                         | Виктор, первая любовь Эллы Якушевой |
| 2007 | ф  | 1612: Хроники Смутного времени             | Андрей, холоп Годуновых |
| 2008 | с  | Родные люди                                | Николай Лазарев |
| 2008 | с  | Сеть                                       | Игорь Тропинин («Тропа»), хакер |
| 2008 | с  | Синие ночи                                 | Геннадий Трофимов, старший пионервожатый в пионерском лагере «Конструктор» имени Павлика Морозова                                                                              |
| 2009 | ф  | Квартирантка                               | Иван |
| 2009 | ф  | Любовь.ru                                  | Пётр |
| 2009 | ф  | Поп                                        | эпизод |
| 2009 | с  | Хозяйка тайги (фильм № 1 «Золотой капкан») | Алексей Викторович Нагайцев, следователь прокуратуры |
| 2010 | ф  | Лучший друг моего мужа                     | Алексей Метлицкий, музыкант, жених Даши |
| 2010 | ф  | Дочки-матери                               | Александр Королёв, тележурналист |
| 2010 | с  | Судьбы загадочное завтра                   | Сергей, друг детства и однополчанин Ивана |
| 2010 | ф  | Я вас жду...                               | Макс, сын олигарха |
| 2010 | с  | Здесь кто-то есть                          | Игнат, библиотекарь и медиум |
| 2011 | ф  | Дорогая моя доченька                       | Олег Кислов, музыкант, друг Владимира |
| 2011 | с  | Здесь кто-то есть. Искупление              | Игнат, библиотекарь и медиум |
| 2011 | с  | Секта                                      | Вадим, муж Натальи |
| 2011 | с  | Формат А4 (серия № 4 «Страсти и страхи»)   | Руслан |
| 2012 | с  | Закрытая школа (3-4 сезоны)                | Вадим Юрьевич Уваров, брат-близнец Антона, нацист, сотрудник «Ingrid», учитель физкультуры / Антон Юрьевич Уваров («Прометей»), брат-близнец Вадима, бывший сотрудник «Ingrid» |
| 2012 | с  | Твой мир                                   | Артём Воронцов, владелец антикварной лавки |
| 2012 | с  | ЧС (Чрезвычайная ситуация)                 | Алексей Филатов, член команды службы спасателей |
| 2013 | с  | Наследница                                 | Дима |
| 2013 | с  | До смерти красива                          | Григорий Кононов, адвокат, жених Дианы |
| 2013 | с  | Берег надежды                              | Михаил Вержицкий |
| 2014 | с  | Жизнь рассудит                             | Алексей |
| 2015 | с  | Охотник за головами                        | Саня Румянцев, частный детектив |
| 2017 | с  | Крыша мира 2                               | Антон |
| 2017 | с  | Бумеранг                                   | Андрей, парень профессорской дочери Дарьи Лебедевой |
| 2017 | с  | Трасса смерти                              | Иван Михайлович Дуров |
| 2017 | с  | Молодёжка. Взрослая жизнь (5-6 сезоны)     | Иван Савчук («Савва»), хоккейный вратарь |
| 2017 | с  | Бесстыдники                                | «Дрон», парень Оксаны, бармен в кафе «Встреча», снимает комнату у Груздевых |
| 2018 | ф  | Полузащитник                               | Крохмалёв, оперативник, друг Шурика Репина |
| 2019 | с  | Небо измеряется милями                     | Матвей Байкалов |
| 2020 | с  | Ищейка 4 (серия № 15)                      | Олег Лемехов, бывший муж Ирины, ранее судимый за вооружённое ограбление |
| 2021 | с  | Наперекор судьбе                           | Сергей Сафронов, следователь СК |

## Награды
- 2005 — лауреат высшей театральной премии города Москвы «Хрустальная Турандот» в номинации «Лучший дебютант» — за исполнение роли Вали в спектакле «Изображая жертву» по одноимённой комедийной пьесе братьев Пресняковых в постановке Кирилла Серебренникова на сцене Московского Художественного театра имени А. П. Чехова[1][4].
- 2008 — приз «Золотая Анне» в номинации «Лучшее исполнение главной мужской роли» на I Международном фестивале патриотического кино «На Волжском рубеже» в городе Чебоксары — за роль холопа Андрея в историко-приключенческом художественном фильме «1612. Хроники смутного времени» (2007) режиссёра Владимира Хотиненко[8].